# 울기항로표지관리소

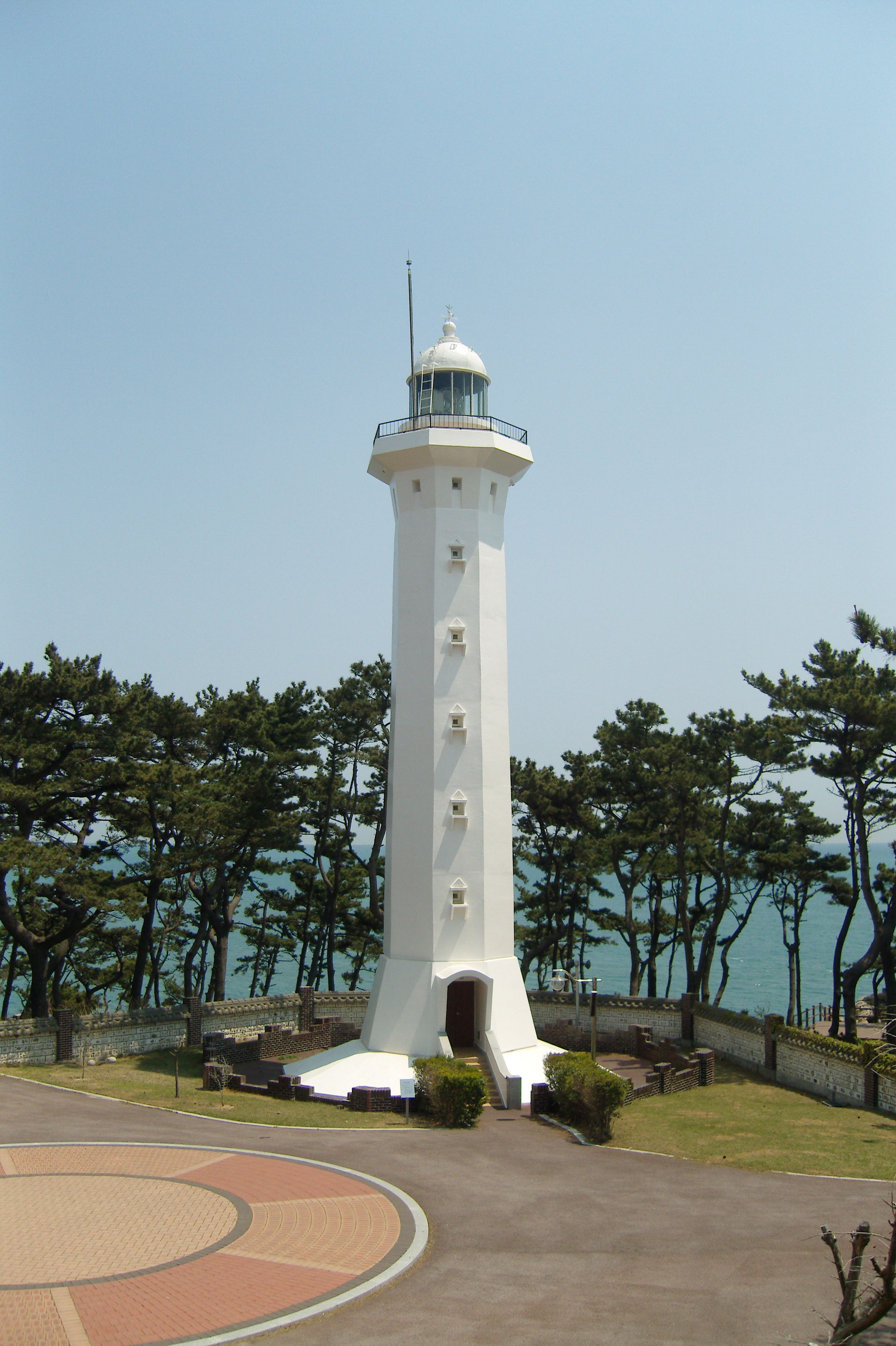

울기항로표지관리소[蔚崎航路標識管理所, Uigi Lighhtouse]는 대한민국 해양수산부 울산지방해양항만청 소속기관이다. 관리소 건물은 대한민국에서 세 번째(1906년)로 설립된 건축물로 군사목적으로 세워졌다. 백색8각형 높이 9M의 콘크리트 돔으로 만들어졌으며 시설의 일부를 개방하여 휴양소로 제공하고 있다. 울산광역시 동구 일산동 905번지에 위치하고 있으며 등대 이용료는 무료이다.

## 시설 개요
등대가 잇는 이곳은 송림으로 우거진 산으로 대왕바위산 혹은 대양산이라고도 하며, 이곳을 지키고 있는 문무대왕의 넋이 호국용이 되어 문무대왕과 같이 동해를 지키다 대왕암 밑으로 잠겨 용신이 되었다 하여 그 바위를 대왕바위라 불렀다. 일본이 1905년 2월 이곳에 등간(燈干)을 설치하면서 '울산의 끝'이라는 뜻을 그대로 옮겨 러일전쟁시 군사목적으로 등대명칭을 울기등간(蔚崎燈干) 이라고 하였으며, 이곳 지명 또한 울기로 부르게 되었다.

### 개방시간
- 하절기 : 10:00 - 18:00
- 동절기 : 10:00 - 17:00
- 휴관일 : 매주 월요일

### 위치
- 울산광역시 동구 일산동 905-5번지

### 최초 점등일
- 1906년 3월 24일

### 기능
- 광파표지 : 회전식 대형등명기
- 음파표지 : 무신호 (에어사이렌)

## 건립 배경
일본이 만주와 조선의 지배권을 독점하기 위해 러일전쟁을 일으키면서 일본해군이 동해와 대한해협에서 해상군 장악을 목적으로 1905년 2월 긴급히 등간을 설치하여 러시아 발틱함대를 격침하는데 이용하였을 것으로 예상되므로, 이 등간은 항해안전 목적이 아닌 군사전략용으로 보인다.
그 이후 동해 남부 연안을 지나는 선박들의 안전을 위하여 높이 6m 돔형의 등대를 설치하였고(고종 광무 10년 3월 추정), 1972년 11월 기존의 등탑에 3m 수직증축하여 현재의 모습을 하고 있으며, 울기등대 구등탑으로 부르고 있다. 주변 해송들이 자라남으로 인하여 해상에서 구등탑이 보이지 않게 되자 1987년 12월 높이 24m의 신등탑을 새로이 건립하였다.

## 등탑의 구조와 특징

### 구조
구등탑은 백색 하부원형 상부 팔각형 구조로 높이 9.2m이며, 신등탑은 백색 팔각형 구조로 높이 24m이다.

### 특징
구등탑은 구한말 시대의 건축양식을 내포하고 있어 근대문화재로 가치가 높아 2004년 9월 4일 문화재청의 등록문화재로 지정되었으며, 신등탑은 불을 밝히는 촛대 모양을 형상화하여 미를 표현하였다.

## 같이 보기
- 울기등대